# 배누리
배누리(1993년 2월 4일~)는 대한민국의 배우, 모델이다.

## 생애
배누리는 1993년 2월 4일 경기도 안양시에서 2녀 중 막내로 태어났다.
2008년 광고 에스제이피플 리트머스 (지면광고)를 통해 모델로 데뷔하였고 2010년 영화 《미스터 좀비》를 통해 배우로 데뷔하였다.
대표 작품 중 드라마로는 2012년 MBC 《해를 품은 달》, 2015년 TvN 《초인시대》, 2017년 TvN 《하백의 신부 2017》, 2018년 KBS 2TV 《인형의 집》, 2022년 KBS 1TV 《내 눈에 콩깍지》 등이 있고 영화로는 2018년 《성난황소》 등이 있다.

## 학력
- 동안고등학교 졸업
- 동덕여자대학교 방송연예과 학사

## 경력
- 2008년 에스제이피플 리트머스 전속 모델

## 출연 작품

### 드라마
- 2010년 영화 《미스터 좀비》 ... 소라 역
- 2010년 영화 《바니 모녀》
- 2018년 영화 《기억을 만나다》 ... 미희 역
- 2018년 영화 《성난황소》 ... 소연 역
- 2019년 영화 《막다른 골목의 추억》 ... 유정 역
- 2020년 영화 《인 유어 드림》 ... 유남희 역
- 2021년 영화 《이 안에 외계인이 있다》 ... 배수진 역
- 2023년 천만영화 《범죄도시 3》[3] ... 미미 역

### 영화
- 2010년 영화 《미스터 좀비》 ... 소라 역
- 2010년 영화 《바니 모녀》
- 2018년 영화 《기억을 만나다》 ... 미희 역
- 2018년 영화 《성난황소》 ... 소연 역
- 2019년 영화 《막다른 골목의 추억》 ... 유정 역
- 2020년 영화 《인 유어 드림》 ... 유남희 역
- 2021년 영화 《이 안에 외계인이 있다》 ... 배수진 역
- 2023년 영화 《범죄도시 3》 ... 미미 역[4] (첫 천만영화)

### 예능
| 연도      | 방송사                   | 제목                                              | 역할                    | 비고      |
| --------- | ------------------------ | ------------------------------------------------- | ----------------------- | --------- |
| 2010      | E채널                    | 《비밀기방 앙심정》                               | 명월                    | 13부작    |
| 2011      | KBS 2TV                  | 《드림하이》                                      | 기린예고 학생           | 16부작    |
| 2011      | OCN Movies               | 《소녀 K》                                        | 날나리                  | 3부작     |
| 2011      | SBS                      | 일일드라마 《내 딸 꽃님이》                       | 날티녀                  | 131부작   |
| 2011      | KBS 2TV                  | 《KBS 드라마 스페셜 - 늦어서 미안해》             | 학생 승혜 (성병숙 아역) | 1부작     |
| 2011      | 채널A                    | 《총각네 야채가게》                               | 김연정                  | 24부작    |
| 2012      | MBC                      | 《해를 품은 달》                                  | 잔실                    | 20부작    |
| 2012      | JTBC                     | 《친애하는 당신에게》                             | 홍란                    | 16부작    |
| 2013      | KBS 2TV                  | 《KBS 드라마 스페셜 연작 시리즈 - 사춘기 메들리》 | 장현진                  | 4부작     |
| 2013      | KBS 2TV                  | 《KBS 드라마 스페셜 - 아빠는 변태중》             | 신혜                    | 1부작     |
| 2014      | KBS 2TV                  | 《감격시대: 투신의 탄생》                         | 양양                    | 24부작    |
| 2014      | SBS                      | 《너희들은 포위됐다》                             | 신입 순경               | 20부작    |
| 2014      | 네이버TV                 | 《텔레포트 연인》 (웹 드라마)                     | 강나래                  | 4부작     |
| 2014      | MBC 드라마넷             | 《스웨덴 세탁소》                                 | 배영미                  | 16부작    |
| 2015      | tvN                      | 《초인시대》                                      | 배누리                  | 8부작     |
| 2015      | TvN STORY UMAX           | 《나에게 건배》                                   | 홍세림                  | 10부작    |
| 2016      | ViKi 넷플릭스 라이프타임 | 《드라마월드》 (웹 드라마)                        | 서연                    | 10부작    |
| 2016      | MBC                      | 《캐리어를 끄는 여자》                            | 오안나                  | 16부작    |
| 2017      | TvN                      | 《하백의 신부 2017》                              | 신자야                  | 16부작    |
| 2018      | KBS 2TV                  | 일일드라마 《인형의 집》                          | 꽃님 / 이재영           | 103부작   |
| 2018      | SBS                      | 《친애하는 판사님께》                             | 배민정                  | 32부작    |
| 2018      | SBS                      | 《여우각시별》                                    | 오민정                  | 특별 출연 |
| 2019      | SBS                      | 《닥터 탐정》                                     | 박혜미                  | 16부작    |
| 2020      | KBS 2TV                  | 《바람피면 죽는다》                               | 엄지은                  | 16부작    |
| 2021      | ViKi 넷플릭스 라이프타임 | 《드라마월드 2》 (웹 드라마)                      | 서연                    | 13부작    |
| 2022~2023 | KBS 1TV                  | 일일드라마 《내 눈에 콩깍지》                     | 이영이                  | 123부작   |

{| class="wikitable sortable" style="text-align:center;" width="960"
|-
! 연도
! 방송사
! 제목
! 역할
! 기간
! 비고
|-
| 2010
| 엠넷
| 《아임 유어 롤리걸》
| 참가자
| 2010.03.22~2010.04.12
| 
|-
|}

### 뮤직비디오
| 연도 | 가수명 | 노래명           | 공동 출연 | 비고 | 출처 |
| ---- | ------ | ---------------- | --------- | ---- | ---- |
| 2012 | M To M | 〈그 놈 때문에〉 |           |      |      |

### 광고
| 연도 | 광고주       | 브랜드                                  | 종류        | 공동 출연 | 출처 |
| ---- | ------------ | --------------------------------------- | ----------- | --------- | ---- |
| 2008 | 에스제이피플 | 리트머스 (지면광고)                     | 옷          |           |      |
| 2011 | 삼진제약     | 게보린                                  | 약          |           |      |
| 2011 | 삼성전자     | 삼성 NFC 프린터                         | 프린터      |           |      |
| 2012 | 코오롱제약   | 비코그린에스 - 소개팅 편                | 약          |           |      |
| 2012 | 코오롱제약   | 비코그린에스 - 면접 편                  | 약          |           |      |
| 2012 | 코오롱제약   | 비코그린에스 - 여행 편                  | 약          |           |      |
| 2012 | 매일유업     | 매일 바이오 - 더블 후르츠 편            | 발효유      |           | 보기 |
| 2018 | 한국인삼공사 | 정관장 화애락 이너제틱 - 홈 트레이닝 편 | 기능성 식품 | 수영      |      |
| 2019 | 대구은행     | IM뱅크 - 사회초년생 편                  | 은행        |           | 보기 |

## 수상 및 후보
| 연도 | 시상식       | 부문                   | 작품           | 결과 |
| ---- | ------------ | ---------------------- | -------------- | ---- |
| 2022 | KBS 연기대상 | 일일드라마 여자 우수상 | 내 눈에 콩깍지 | 후보 |